# Бараноа

Муниципалитет Бараноа

Бараноа (исп. Baranoa) — город и муниципалитет в Колумбии в составе департамента Атлантико. Он находится в 20 км от Барранкильи, столицы департамента. 

## Географическое положение
Город расположен в департаменте Атлантико в 20 км к юго-западу от его столицы Барранкилья. Абсолютная высота — 118 метров над уровнем моря.

Площадь муниципалитета составляет 127 км².

## Население
По данным Национального административного департамента статистики Колумбии, совокупная численность населения города и муниципалитета в 2012 году составляла 56 037 человек.
Динамика численности населения города по годам:
| 2005   | 2006   | 2007   | 2008   | 2009   | 2010   | 2011   | 2012   |
| ------ | ------ | ------ | ------ | ------ | ------ | ------ | ------ |
| 51 571 | 52 228 | 52 867 | 53 508 | 54 152 | 54 785 | 55 413 | 56 037 |

Согласно данным переписи 2005 года мужчины составляли 50,2 % от населения города, женщины — соответственно 49,8 %. В расовом отношении белые и метисы составляли 78,2 % от населения города; негры — 14,3 %, индейцы — 7,5 %..
Уровень грамотности среди населения старше 5 лет составлял 92,1 %.